# 나이트 퓨리의 선물
나이트 퓨리의 선물(Gift of the Night Fury)은 드림웍스 애니메이션에 의해 제작된 단편 애니메이션 영화이다.

## 줄거리
버크의 전통적인 겨울 휴일인 스노글토그 직전, 버크의 모든 드래곤이 예상치 못하게 떠나자 투슬리스를 제외한 모두가 낙담한다. 투슬리스는 혼자 날 수 없기 때문이었다. 히컵은 투슬리스를 가엽게 여겨 그가 독립적으로 날 수 있는 자동 꼬리날개를 만들어주어 자유를 선물하고, 투슬리스 역시 날아간다.
사흘 후, 피시레그가 몰래 묶어두었던 드래곤 미트러그가 탈출하면서 실수로 히컵을 데리고 간다. 미트러그는 온천이 있는 섬으로 날아가고, 그곳에서 투슬리스를 제외한 모든 드래곤들이 알을 부화시키고 있었다(투슬리스는 찾을 수 없었다). 한편, 버크에서는 아스트리드와 다른 십대들이 미트러그의 둥지에서 드래곤 알을 발견하고, 마을 사람들의 기운을 북돋아주기 위해 버크 곳곳에 흩뿌린다. 그러나 이 계획은 역효과를 내는데, 드래곤 알은 폭발적으로 부화하기 때문이다(보통 물속에서 부화한다). 이 과정에서 버크는 심하게 손상된다.
드래곤 섬에서 히컵은 스톰플라이(아스트리드의 드래곤)와 훅팽(스노틀라우트의 드래곤) 그리고 그들의 갓 부화한 아기들을 만난다. 집으로 돌아가는 길을 물어보려다가 실수로 드래곤들의 귀환을 촉발시킨다. 그는 재빨리 근처에 난파된 배를 이용해 아직 버크까지 날아갈 수 없는 아기 드래곤들을 운반하기로 결정한다. 버크 사람들은 드래곤들과 새로운 아기 드래곤들의 귀환에 기뻐하지만, 히컵은 투슬리스의 부재에 여전히 낙담한다. 이어지는 스노글토그 축제 동안, 투슬리스는 히컵이 이전에 바다에 떨어뜨렸던 잃어버린 헬멧을 가지고 돌아온다. 둘은 따뜻한 재회를 즐긴다.
다음 날, 투슬리스는 새 꼬리날개를 버리고, 히컵에게 예전 꼬리날개를 달아주고 수동으로 지느러미를 조종하여 자신과 함께 날아달라고 간청한다. 그렇게 함으로써 그는 히컵에게 "더 나은 선물"인 우정과 동반자 관계를 선사한다.